# Predstavljanje znanja i rezonovanje
Predstavljanje znanja i rezonovanje (KRR, KR&R, KR²) polje je veštačke inteligencije (VI) posvećeno predstavljanju informacija o svetu u obliku koji kompjuterski sistem može da koristi za rešavanje složenih zadataka kao što je dijagnoziranje zdravstvenog stanja ili vođenje dijaloga na prirodnom jeziku. Reprezentacija znanja uključuje nalaze iz psihologije o tome kako ljudi rešavaju probleme i predstavljaju znanje kako bi se dizajnirali formalizmi koji će olakšati dizajniranje i izgradnju složenih sistema. Predstavljanje znanja i rezonovanje takođe uključuje nalaze iz logike za automatizaciju različitih vrsta rezonovanja.
Primeri formalizama predstavljanja znanja uključuju semantičke mreže, okvire, pravila, logičke programe i ontologije. Primeri automatizovanih mehanizama za rasuđivanje uključuju mašine zaključivanje, dokazivače teorema, generatore modela i klasifikatore.

## Pregled
Predstavljanje znanja je oblast veštačke inteligencije koja se fokusira na dizajniranje kompjuterskih reprezentacija koje obuhvataju informacije o svetu koje se mogu koristiti za rešavanje složenih problema. Opravdanje za predstavljanje znanja je da konvencionalni proceduralni kod nije najbolji formalizam za rešavanje složenih problema. Predstavljanje znanja čini složeniji softver lakšim za definisanje i održavanje od proceduralnog koda i može se koristiti u ekspertskim sistemima. Na primer, razgovor sa stručnjacima u smislu poslovnih pravila umesto koda smanjuje semantički jaz između korisnika i programera i čini razvoj složenih sistema praktičnijim.
Predstavljanje znanja ide ruku pod ruku sa automatizovanim rasuđivanjem, jer je jedna od glavnih svrha eksplicitnog predstavljanja znanja sposobnost rasuđivanja o tom znanju, omogućavanje izvođenja zaključaka, sticanje novog znanja, itd. Praktično svi jezici za predstavljanje znanja imaju mehanizam za rasuđivanje ili zaključivanje kao deo sistema.
Ključni kompromis u dizajnu formalizama predstavljanja znanja je onaj između ekspresivnosti i upravljivosti. Logika prvog reda, sa svojom visoko ekspresivnom moći i sposobnošću da formalizuje veći deo matematike, je standard za poređenje izražajnosti jezika za predstavljanje znanja.
Logika prvog reda ima dva nedostatka kao samostalni formalizam predstavljanja znanja, a to su jednostavnost upotrebe i efikasnost implementacije. Prvo, zbog svoje velike izražajne moći, logika prvog reda dozvoljava mnogo načina izražavanja istih informacija, a to korisnicima može otežati formalizaciju ili čak razumevanje znanja izraženog na složene, matematički orijentisane načine. Drugo, zbog složenih procedura dokazivanja, korisnicima može biti tegobno da razumeju složene dokaze i objašnjenja, a može biti teško da se proizađe sa efikasnim implementacijama. Kao posledica toga, neograničena logika prvog reda može biti zastrašujuća za mnoge softverske programere.
Jedno od ključnih otkrića istraživanja veštačke inteligencije tokom 1970-ih bilo je da jezici koji nemaju punu izražajnu moć logike prvog reda i dalje mogu da obezbede približnu istu izražajnu, ali mogu biti lakši i za prosečnog programera i za računar da razumeju. Mnogi od ranih formalizama predstavljanja znanja veštačke intelignecije, od baza podataka preko semantičkih mreža do proizvodnih sistema, mogu se posmatrati kao donošenje različitih dizajnerskih odluka o tome kako uravnotežiti izražajnu moć sa prirodnošću izražavanja i efikasnošću. Konkretno, ova ravnoteža je bila pokretačka motivacija za razvoj pravila IF-THEN u ekspertskim sistemima zasnovanim na pravilima.
Sličan balans bio je i motivacija za razvoj logičkog programiranja (LP) i logičkog programskog jezika Prolog. Logički programi imaju sintaksu zasnovanu na pravilima, koja se lako mogu pomešati sa sintaksom IF-THEN pravila proizvodnje. Ali logički programi imaju dobro definisanu logičku semantiku, dok proizvodni sistemi nemaju.
Najraniji oblik logičkog programiranja bio je zasnovan na podskupu Hornove klauzule logike prvog reda. Kasnija proširenja logičkog programiranja uključila su negaciju kao pravilo zaključivanja neuspeha, koje pretvara LP u nemonotonsku logiku za podrazumevano razmišljanje. Dobijena proširena semantika logičkog programiranja je varijacija standardne semantike Hornove klauzule i logike prvog reda, i predstavlja oblik semantike baze podataka, koja uključuje pretpostavku jedinstvenog imena i oblik pretpostavke zatvorenog sveta. Ove pretpostavke je mnogo teže izreći i obrazložiti eksplicitnim korišćenjem standardne semantike logike prvog reda.
U ključnom radu iz 1993. na tu temu, Randal Dejvis sa MIT-a je naveo pet različitih uloga za analizu okvira predstavljanja znanja:
- „Reprezentacija znanja (KR) je suštinski surogat, zamena za samu stvar, koja se koristi da omogući entitetu da odredi posledice razmišljanjem, umesto delovanja“,[6] i.e. „rasuđivanjem o svetu, a ne preduzimanjem akcije u njemu.“[6]
- „To je skup ontoloških obaveza“,[6] odnosno „odgovor na pitanje: U kom smislu treba da razmišljam o svetu?“[6]
- „To je fragmentarna teorija inteligentnog rasuđivanja, izražena u vidu tri komponente: (i) fundamentalna koncepcija inteligentnog rasuđivanja; (ii) skup zaključaka koje reprezentacija sankcioniše; i (iii) skup zaključaka koje preporučuje. "[6]
- „To je medij za pragmski efikasno računanje“,[6] tj., „računarsko okruženje u kojem se razmišljanje ostvaruje. Direktan doprinos ovoj pragmatičnoj efikasnosti daju smernice koje reprezentacija pruža za organizovanje informacija“[6] kako „bi se olakšalo donošenje preporučenih zaključaka.“[6]
- „To je medij ljudskog izražavanja“,[6] tj. „jezik kojim iskazujemo činjenice o svetu“.[6]

Reprezentacija znanja i rezonovanje su ključna tehnologija koja omogućava semantički veb. Jezici zasnovani na okvirnom modelu sa automatskom klasifikacijom pružaju sloj semantike povrh postojećeg Interneta. Umesto pretraživanja upotrebom tekstualnih nizova kao što je danas uobičajeno, moguće je definisati logičke upite i pronaći stranice koje se mapiraju na te upite. Komponenta automatizovanog zaključivanja u ovim sistemima je mašina poznata kao klasifikator. Klasifikatori se fokusiraju na odnose subsumpcije u bazi znanja, a ne na pravila. Klasifikator može izvesti zaključke o novim klasama i dinamički menjati ontologiju kako nove informacije postaju dostupne. Ova mogućnost je idealna za informacioni prostor Interneta koji se stalno menja i razvija.
Semantički veb integriše koncepte iz reprezentacije znanja i zaključivanja sa jezicima za označavanje zasnovanim na XML-u. Okvir opisa resursa (RDF) pruža osnovne mogućnosti za definisanje objekata zasnovanih na znanju na Internetu sa osnovnim karakteristikama kao što su Is-A relacije i svojstva objekata. Veb ontološki jezik (OWL) dodaje dodatnu semantiku i integriše se sa automatskim klasifikacionim rasuđivanjem.

## Literatura
- Ronald J. Brachman; „What IS-A is and isn't. An Analysis of Taxonomic Links in Semantic Networks”. Архивирано из оригинала 10. 01. 2004. г.; IEEE Computer, 16 (10); October 1983
- Ronald J. Brachman, Hector J. Levesque Knowledge Representation and Reasoning, Morgan Kaufmann, 2004  978-1-55860-932-7
- Ronald J. Brachman, Hector J. Levesque (eds) Readings in Knowledge Representation, Morgan Kaufmann, 1985,  0-934613-01-X
- Chein, M., Mugnier, M.-L. (2009),Graph-based Knowledge Representation: Computational Foundations of Conceptual Graphs, Springer, 2009, 978-1-84800-285-2.
- Randall Davis, Howard Shrobe, and Peter Szolovits. „What Is a Knowledge Representation?”. 14 (1): 17—33. AI Magazine, ,1993
- Ronald Fagin, Joseph Y. Halpern, Yoram Moses, Moshe Y. Vardi Reasoning About Knowledge, MIT Press, 1995,  0-262-06162-7
- Jean-Luc Hainaut, Jean-Marc Hick, Vincent Englebert, Jean Henrard, Didier Roland: „Understanding Implementations of IS-A Relations”. Архивирано из оригинала 11. 02. 2007. г.. ER 1996: 42-57
- Hermann Helbig: Knowledge Representation and the Semantics of Natural Language, Springer, Berlin, Heidelberg, New York 2006
- Frank van Harmelen, Vladimir Lifschitz and Bruce Porter: Handbook of Knowledge Representation 2007.
- Arthur B. Markman: Knowledge Representation  Lawrence Erlbaum Associates, 1998
- John F. Sowa: Knowledge Representation: Logical, Philosophical, and Computational Foundations. Brooks/Cole: New York, 2000
- Adrian Walker, Michael McCord, John F. Sowa, and Walter G. Wilson: Knowledge Systems and Prolog, Second Edition, Addison-Wesley, 1990
- Mary-Anne Williams and Hans Rott: "Frontiers in Belief Revision, Kluwer", 2001.

## Spoljašnje veze
- What is a Knowledge Representation? by Randall Davis and others
- Introduction to Knowledge Modeling by Pejman Makhfi
- Introduction to Description Logics course by Enrico Franconi, Faculty of Computer Science, Free University of Bolzano, Italy
- „DATR Lexical knowledge representation language”. Архивирано из оригинала 17. 02. 2016. г.
- Loom Project Home Page
- Principles of Knowledge Representation and Reasoning Incorporated
- Description Logic in Practice: A CLASSIC Application
- „The Rule Markup Initiative”. Архивирано из оригинала 02. 12. 2003. г.
- Nelements KOS - a non-free 3d knowledge representation system